# Натріосо
Натріосо (англ. Nutrioso) — переписна місцевість (CDP) в США, в окрузі Апачі штату Аризона. Населення — 39 осіб (2020).

## Географія
Натріосо розташоване за координатами 33°57′5″ пн. ш. 109°12′21″ зх. д. / 33.95139° пн. ш. 109.20583° зх. д. (33.951437, -109.205912). За даними Бюро перепису населення США в 2010 році переписна місцевість мала площу 0,80 км², уся площа — суходіл.

## Демографія
Згідно з переписом 2010 року, у переписній місцевості мешкало 26 осіб у 13 домогосподарствах у складі 8 родин. Густота населення становила 33 особи/км². Було 30 помешкань (38/км²).
Расовий склад населення:
| - 84,6 % — білих - 3,8 % — осіб інших рас |

До двох чи більше рас належало 11,5 %. Частка іспаномовних становила 3,8 % від усіх жителів.
За віковим діапазоном населення розподілялося таким чином: 15,4 % — особи молодші 18 років, 65,4 % — особи у віці 18—64 років, 19,2 % — особи у віці 65 років та старші. Медіана віку мешканця становила 57,5 року. На 100 осіб жіночої статі у переписній місцевості припадало 116,7 чоловіків; на 100 жінок у віці від 18 років та старших — 120,0 чоловіків також старших 18 років.
Цивільне працевлаштоване населення становило 28 осіб. Основні галузі зайнятості: будівництво — 100,0 %.